# Joseph Armstrong (cầu thủ bóng đá)
Joseph Williams Armstrong (10 tháng 10 năm 1892 – 14 tháng 5 năm 1966) là một cầu thủ bóng đá thi đấu chuyên nghiệp ở vị trí Inside Left cho Portsmouth, Sheffield Wednesday và Norwich City.